# Bredia longiloba
Bredia longiloba är en tvåhjärtbladig växtart som först beskrevs av Hand.-mazz., och fick sitt nu gällande namn av Friedrich Ludwig Diels. Bredia longiloba ingår i släktet Bredia och familjen Melastomataceae. Inga underarter finns listade i Catalogue of Life.